# Retirement Sucks Tour
Retirement Sucks Tour es el nombre de una gira de conciertos realizada por la banda Ozzy Osbourne entre el 9 de junio de 1995 y el 31 de octubre de 1996, como soporte del álbum de estudio Ozzmosis. Fue la vuelta a los escenarios de Osbourne, luego de estar retirado de los mismos desde 1992, cuando terminó la gira No More Tours Tour.

## Créditos

### Primera alineación de 1995
- Ozzy Osbourne – Voz
- Alex Skolnick – Guitarra
- Geezer Butler – Bajo
- Deen Castronovo – Batería
- John Sinclair – Teclados

### Segunda alineación de 1995
- Ozzy Osbourne – Voz
- Joe Holmes – Guitarra
- Geezer Butler – Bajo
- Deen Castronovo – Batería
- John Sinclair – Teclados

### Tercera alineación de 1995
- Ozzy Osbourne – Voz
- Joe Holmes – Guitarra
- Geezer Butler – Bajo
- Randy Castillo – Batería
- John Sinclair – Teclados

### Primera alineación de 1996
- Ozzy Osbourne – Voz
- Joe Holmes – Guitarra
- Geezer Butler – Bajo
- Randy Castillo – Batería
- John Sinclair – Teclados

### Segunda alineación de 1996
- Ozzy Osbourne – Voz
- Joe Holmes – Guitarra
- Mike Inez – Bajo
- Randy Castillo – Batería
- John Sinclair – Teclados

### Tercera alineación de 1996
- Ozzy Osbourne – Voz
- Joe Holmes – Guitarra
- Robert Trujillo – Bajo
- Mike Bordin – Batería
- John Sinclair – Teclados

## Lista de canciones

### Canciones tocadas en todos los conciertos
1. "Paranoid"
2. "Desire"
3. "I Don't Know"
4. "Flying High Again"
5. "Goodbye to Romance"
6. "Perry Mason"
7. "No More Tears"
8. "I Just Want You"
9. "I Don't Want to Change the World"
10. "See You on the Other Side"
11. "Suicide Solution"
12. Solo de guitarra
13. "Sabbath Bloody Sabbath"
14. "N.I.B."
15. Solo de batería
16. "Over the Mountain"
17. "Symptom of the Universe"
18. "Diary of a Madman"
19. "Iron Man"
20. "Fairies Wear Boots"
21. "Black Sabbath"
22. "Sweet Leaf"
23. "Children of the Grave"
24. "Shot in the Dark"
25. "Hero"
26. "Mr Crowley"
27. "War Pigs"
28. "Crazy Train"
29. "Mama, I'm Coming Home"
30. "Bark at the Moon"

### Setlist típico
1. "Paranoid"
2. "I Don't Know"
3. "Flying High Again"
4. "Goodbye to Romance"
5. "Perry Mason"
6. "No More Tears"
7. "I Just Want You"
8. "I Don't Wanna Change the World"
9. "Suicide Solution"
10. Solo de guitarra
11. Solo de batería
12. "Iron Man"
13. "Sweet Leaf"
14. "Children of the Grave"
15. "Mr Crowley"
16. "War Pigs"
17. "Crazy Train"
18. "Mama I'm Coming Home"
19. "Bark at the Moon"

## Fechas
| Fecha                        | Ciudad                          | País            | Escenario                              |
| Europa                       | Europa                          | Europa          | Europa                                 |
| ---------------------------- | ------------------------------- | --------------- | -------------------------------------- |
| 9 de junio de 1995           | Nottingham                      | Inglaterra      | Rock City                              |
| Norteamérica                 |                                 |                 |                                        |
| 19 de agosto de 1995         | Austin, Texas                   | Estados Unidos  | Austin Music Hall                      |
| Monsters of Rock             |                                 |                 |                                        |
| 26 de agosto de 1995         | Monterrey                       | México          | Auditorio Coca-Cola                    |
| 28 de agosto de 1995         | Ciudad de México                | México          | Palacio de los Deportes                |
| 2 de septiembre de 1995      | São Paulo                       | Brasil          | Pacaembu Stadium                       |
| 6 de septiembre de 1995      | Río de Janeiro                  | Brasil          | The Metropolitan                       |
| 8 de septiembre de 1995      | Santiago                        | Chile           | Teatro Caupolicán                      |
| 10 de septiembre de 1995     | Buenos Aires                    | Argentina       | Estadio Arquitecto Ricardo Etcheverry  |
| 12 de septiembre de 1995     | Buenos Aires                    | Argentina       | Estadio Obras Sanitarias               |
| Norteamérica (primera etapa) |                                 |                 |                                        |
| 10 de octubre de 1995        | Toronto                         | Canadá          | Warehouse                              |
| 11 de octubre de 1995        | Montreal                        | Canadá          | Verdun Auditorium                      |
| 13 de octubre de 1995        | Worcester, Massachusetts        | Estados Unidos  | Worcester Memorial Auditorium          |
| 14 de octubre de 1995        | Nueva York                      | Estados Unidos  | Roseland Ballroom                      |
| 16 de octubre de 1995        | Washington D. C.                | Estados Unidos  | Nation                                 |
| 18 de octubre de 1995        | Detroit                         | Estados Unidos  | Detroit State Theater                  |
| 19 de octubre de 1995        | Chicago                         | Estados Unidos  | Aragon Ballroom                        |
| 24 de octubre de 1995        | Kansas City, Kansas             | Estados Unidos  | Memorial Hall                          |
| 25 de octubre de 1995        | St. Louis                       | Estados Unidos  | Orpheum Theater                        |
| 27 de octubre de 1995        | Hollywood                       | Estados Unidos  | Hollywood Palladium                    |
| 28 de octubre de 1995        | San Diego                       | Estados Unidos  | Open Air Theatre                       |
| 30 de octubre de 1995        | Mesa, Arizona                   | Estados Unidos  | Mesa Amphitheatre                      |
| 2 de noviembre de 1995       | Tacoma, Washington              | Estados Unidos  | Tacoma Dome                            |
| Europa                       |                                 |                 |                                        |
| 8 de noviembre de 1995       | Ipswich                         | Inglaterra      | Regent Theatre                         |
| 9 de noviembre de 1995       | Portsmouth                      | Inglaterra      | Portsmouth Guildhall                   |
| 11 de noviembre de 1995      | Wolverhampton                   | Inglaterra      | Wolverhampton Civic Hall               |
| 12 de noviembre de 1995      | Nottingham                      | Inglaterra      | Nottingham Rock City                   |
| 14 de noviembre de 1995      | Sheffield                       | Inglaterra      | Sheffield City Hall                    |
| 15 de noviembre de 1995      | Mánchester                      | Inglaterra      | Manchester Apollo                      |
| 17 de noviembre de 1995      | Newport, Gales                  | Gales           | Newport Centre                         |
| 18 de noviembre de 1995      | London                          | Inglaterra      | Brixton Academy                        |
| 20 de noviembre de 1995      | Glasgow                         | Escocia         | Barrowland Ballroom                    |
| 21 de noviembre de 1995      | Newcastle                       | Inglaterra      | Newcastle City Hall                    |
| 24 de noviembre de 1995      | Estocolmo                       | Suecia          | Hovet                                  |
| 25 de noviembre de 1995      | Gothenburg                      | Suecia          | Escandinavia                           |
| 27 de noviembre de 1995      | Oslo                            | Noruega         | Centrum Scene                          |
| 28 de noviembre de 1995      | Copenhague                      | Dinamarca       | Valby-Hallen                           |
| 30 de noviembre de 1995      | Utrecht                         | Holanda         | Central Studios                        |
| 1 de diciembre de 1995       | Bruselas                        | Bélgica         | Forest National                        |
| 3 de diciembre de 1995       | París                           | Francia         | Zenith                                 |
| 4 de diciembre de 1995       | Bonn                            | Alemania        | Biscuit Hall                           |
| 6 de diciembre de 1995       | Hanover                         | Alemania        | Music Hall                             |
| 7 de diciembre de 1995       | Offenbach                       | Alemania        | Stadthalle Offenbach                   |
| 9 de diciembre de 1995       | Praga                           | República Checa | Tipsport Arena                         |
| 10 de diciembre de 1995      | Múnich                          | Alemania        | Munich Airport                         |
| 12 de diciembre de 1995      | Zürich                          | Suiza           | Volkshaus                              |
| 13 de diciembre de 1995      | Fürth                           | Alemania        | Stadthalle Fürth                       |
| 16 de diciembre de 1995      | Milán                           | Italia          | Palatrussardi                          |
| 18 de diciembre de 1995      | Essen                           | Alemania        | Grugahalle                             |
| 19 de diciembre de 1995      | Ludwigshafen                    | Alemania        | Friedrich-Ebert-Halle                  |
| 20 de diciembre de 1995      | Bonn                            | Alemania        | Biscuit Hall                           |
| Norteamérica (segunda etapa) |                                 |                 |                                        |
| 31 de diciembre de 1995      | Denver                          | Estados Unidos  | McNichols Sports Arena                 |
| 4 de enero de 1996           | Dallas                          | Estados Unidos  | Reunion Arena                          |
| 6 de enero de 1996           | San Antonio                     | Estados Unidos  | Alamodome                              |
| 8 de enero de 1996           | Houston                         | Estados Unidos  | The Summit                             |
| 9 de enero de 1996           | Little Rock                     | Estados Unidos  | Barton Coliseum                        |
| 10 de enero de 1996          | Nashville, Tennessee            | Estados Unidos  | Nashville Municipal Auditorium         |
| 12 de enero de 1996          | Lexington, Kentucky             | Estados Unidos  | Rupp Arena                             |
| 14 de enero de 1996          | Fairborn, Ohio                  | Estados Unidos  | Nutter Center                          |
| 16 de enero de 1996          | Binghamton, Nueva York          | Estados Unidos  | Broome County Veterans Memorial Arena  |
| 18 de enero de 1996          | East Rutherford, New Jersey     | Estados Unidos  | Izod Center                            |
| 20 de enero de 1996          | Worcester                       | Estados Unidos  | Worcester Centrum                      |
| 21 de enero de 1996          | New Haven, Connecticut          | Estados Unidos  | New Haven Coliseum                     |
| 23 de enero de 1996          | Philadelphia                    | Estados Unidos  | Spectrum                               |
| 25 de enero de 1996          | Syracuse, Nueva York            | Estados Unidos  | Onondaga County War Memorial Arena     |
| 27 de enero de 1996          | Troy, Nueva York                | Estados Unidos  | Houston Field House                    |
| 29 de enero de 1996          | Rochester, Nueva York           | Estados Unidos  | Rochester Community War Memorial Arena |
| 30 de enero de 1996          | Hershey, Pennsylvania           | Estados Unidos  | Hersheypark Arena                      |
| 1 de febrero de 1996         | Cleveland                       | Estados Unidos  | Gund Arena                             |
| 2 de febrero de 1996         | Toledo                          | Estados Unidos  | Toledo Sports Arena                    |
| 4 de febrero de 1996         | Erie, Pensilvania               | Estados Unidos  | Louis J. Tullio Arena                  |
| 6 de febrero de 1996         | Auburn Hills, Míchigan          | Estados Unidos  | The Palace of Auburn Hills             |
| 7 de febrero de 1996         | Kalamazoo, Míchigan             | Estados Unidos  | Wings Stadium                          |
| 9 de febrero de 1996         | Minneapolis                     | Estados Unidos  | Target Center                          |
| 10 de febrero de 1996        | Moline, Illinois                | Estados Unidos  | iWireless Center                       |
| 12 de febrero de 1996        | Madison, Wisconsin              | Estados Unidos  | Dane County Veterans Memorial Coliseum |
| 13 de febrero de 1996        | Ames, Iowa                      | Estados Unidos  | Hilton Coliseum                        |
| 15 de febrero de 1996        | Normal                          | Estados Unidos  | Redbird Arena                          |
| 16 de febrero de 1996        | Omaha, Nebraska                 | Estados Unidos  | Omaha Civic Arena                      |
| 18 de febrero de 1996        | Fargo, North Dakota             | Estados Unidos  | Fargodome                              |
| 19 de febrero de 1996        | Bismarck, North Dakota          | Estados Unidos  | Bismarck Civic Arena                   |
| 22 de febrero de 1996        | Seattle                         | Estados Unidos  | Mercer Arena                           |
| 23 de febrero de 1996        | Portland, Oregón                | Estados Unidos  | Rose Garden Arena                      |
| 25 de febrero de 1996        | Oakland, California             | Estados Unidos  | Oakland Arena                          |
| 27 de febrero de 1996        | Fresno                          | Estados Unidos  | Selland Arena                          |
| 29 de febrero de 1996        | Inglewood, California           | Estados Unidos  | The Forum                              |
| 2 de marzo de 1996           | Phoenix                         | Estados Unidos  | Blockbuster Desert Sky Pavilion        |
| 3 de marzo de 1996           | Las Vegas                       | Estados Unidos  | Thomas & Mack Center                   |
| Asia                         |                                 |                 |                                        |
| 8 de marzo de 1996           | Tokio                           | Japón           | Nippon Budokan                         |
| 12 de marzo de 1996          | Osaka                           | Japón           | Osaka-jo Hall                          |
| 16 de marzo de 1996          | ?                               | Japón           | ?                                      |
| Norteamérica (tercera etapa) |                                 |                 |                                        |
| 13 de abril de 1996          | Phoenix, Arizona                | Estados Unidos  | Blockbuster Desert Sky Pavilion        |
| 14 de abril de 1996          | Las Vegas                       | Estados Unidos  | Thomas & Mack Center                   |
| 16 de abril de 1996          | Fresno, California              | Estados Unidos  | Selland Arena                          |
| 19 de abril de 1996          | Orem, Utah                      | Estados Unidos  | McKay Events Center                    |
| 21 de abril de 1996          | Cedar Rapids, Iowa              | Estados Unidos  | Five Seasons Arena                     |
| 22 de abril de 1996          | Normal, Illinois                | Estados Unidos  | Redbird Arena                          |
| 24 de abril de 1996          | Little Rock, Arkansas           | Estados Unidos  | Barton Coliseum                        |
| 26 de abril de 1996          | Memphis, Tennessee              | Estados Unidos  | Memphis Pyramid                        |
| 28 de abril de 1996          | Oklahoma City                   | Estados Unidos  | Myriad Convention Center               |
| 30 de abril de 1996          | El Paso, Texas                  | Estados Unidos  | El Paso Special Events Center Arena    |
| 1 de mayo de 1996            | Lubbock, Texas                  | Estados Unidos  | Lubbock Municipal Coliseum             |
| 3 de mayo de 1996            | Corpus Christi, Texas           | Estados Unidos  | Texas Sky Park Amphitheater            |
| 4 de mayo de 1996            | Austin                          | Estados Unidos  | South Park Meadows                     |
| 7 de mayo de 1996            | Shreveport, Luisiana            | Estados Unidos  | Hirsch Memorial Coliseum               |
| 8 de mayo de 1996            | Jackson, Misisipi               | Estados Unidos  | Mississippi Coliseum                   |
| 10 de mayo de 1996           | Pelham, Alabama                 | Estados Unidos  | Oak Mountain Amphitheatre              |
| 11 de mayo de 1996           | Biloxi, Misisipi                | Estados Unidos  | Mississippi Coast Coliseum             |
| 14 de mayo de 1996           | Antioch, Tennessee              | Estados Unidos  | Blockbuster Pavilion Charlotte         |
| 15 de mayo de 1996           | Knoxville, Tennessee            | Estados Unidos  | Thompson–Boling Arena                  |
| 17 de mayo de 1996           | Greensboro, Carolina del Norte  | Estados Unidos  | Greensboro Coliseum                    |
| 18 de mayo de 1996           | Atlanta                         | Estados Unidos  | Omni Coliseum                          |
| 20 de mayo de 1996           | Pensacola, Florida              | Estados Unidos  | Pensacola Bay Center                   |
| 22 de mayo de 1996           | St. Petersburg, Florida         | Estados Unidos  | Tropicana Field                        |
| 24 de mayo de 1996           | Orlando                         | Estados Unidos  | Orlando Arena                          |
| 25 de mayo de 1996           | West Palm Beach, Florida        | Estados Unidos  | Coral Sky Amphitheater                 |
| Norteamérica (cuarta etapa)  |                                 |                 |                                        |
| 6 de junio de 1996           | Vancouver                       | Canadá          | General Motors Place                   |
| 8 de junio de 1996           | Edmonton                        | Canadá          | Edmonton Coliseum                      |
| 9 de junio de 1996           | Calgary                         | Canadá          | Saddledome                             |
| 11 de junio de 1996          | Winnipeg                        | Canadá          | Winnipeg Arena                         |
| 13 de junio de 1996          | Toronto                         | Canadá          | Molson Canadian Amphitheatre           |
| 14 de junio de 1996          | Ciudad de Nueva York            | Estados Unidos  | Ed Sullivan Theater                    |
| 15 de junio de 1996          | Wantagh, Nueva York             | Estados Unidos  | Jones Beach Amphitheater               |
| 17 de junio de 1996          | Holmdel, Nueva Jersey           | Estados Unidos  | PNC Bank Arts Center                   |
| 19 de junio de 1996          | Hartford, Connecticut           | Estados Unidos  | Hartford Civic Arena                   |
| 21 de junio de 1996          | Mansfield, Massachusetts        | Estados Unidos  | Great Woods Amphitheater               |
| 22 de junio de 1996          | Scranton, Pensilvania           | Estados Unidos  | Montage Mountain Ski Resort            |
| 25 de junio de 1996          | Darien, Nueva York              | Estados Unidos  | Darien Lake Performing Arts Center     |
| 26 de junio de 1996          | Burgettstown, Pensilvania       | Estados Unidos  | Star Lake Amphitheater                 |
| 28 de junio de 1996          | Tinley Park, Illinois           | Estados Unidos  | New World Music Theatre                |
| 29 de junio de 1996          | Cuyahoga Falls, Ohio            | Estados Unidos  | Blossom Music Center                   |
| 1 de julio de 1996           | Cleveland                       | Estados Unidos  | Gund Arena                             |
| 2 de julio de 1996           | Evansville                      | Estados Unidos  | Roberts Municipal Stadium              |
| 4 de julio de 1996           | Noblesville, Indiana            | Estados Unidos  | Deer Creek Music Center                |
| 5 de julio de 1996           | East Troy, Wisconsin            | Estados Unidos  | Alpine Valley Music Theatre            |
| 7 de julio de 1996           | Evansville, Indiana             | Estados Unidos  | Roberts Municipal Stadium              |
| 10 de julio de 1996          | Clarkston, Míchigan             | Estados Unidos  | Pine Knob Music Theatre                |
| 12 de julio de 1996          | Toledo, Ohio                    | Estados Unidos  | Toledo Sports Arena                    |
| 13 de julio de 1996          | Mears, Míchigan                 | Estados Unidos  | Val Du Lakes Amphitheater              |
| 16 de julio de 1996          | Columbus, Ohio                  | Estados Unidos  | Polaris Amphitheater                   |
| 18 de julio de 1996          | Maryland Heights, Misuri        | Estados Unidos  | Riverport Amphitheatre                 |
| 19 de julio de 1996          | Bonner Springs, Kansas          | Estados Unidos  | Sandstone Amphitheater                 |
| 21 de julio de 1996          | Tulsa                           | Estados Unidos  | Tulsa Convention Center Arena          |
| 23 de julio de 1996          | Albuquerque, Nuevo México       | Estados Unidos  | Tingley Coliseum                       |
| 24 de julio de 1996          | Greenwood Village, Colorado     | Estados Unidos  | Coors Amphitheatre                     |
| 26 de julio de 1996          | Sacramento                      | Estados Unidos  | Cal Expo Amphitheater                  |
| 27 de julio de 1996          | Mountain View, California       | Estados Unidos  | Shoreline Amphitheatre                 |
| 28 de julio de 1996          | San Bernardino, California      | Estados Unidos  | Glen Helen Blockbuster Pavilion        |
| 1 de agosto de 1996          | Concord, California             | Estados Unidos  | Concord Pavilion                       |
| 3 de agosto de 1996          | Sacramento, California          | Estados Unidos  | Cal Expo Amphitheatre                  |
| 5 de agosto de 1996          | George, Washington              | Estados Unidos  | The Gorge Amphitheatre                 |
| Monsters of Rock             |                                 |                 |                                        |
| 17 de agosto de 1996         | Castle Donington                | Inglaterra      | Donington Park                         |
| Norteamérica (etapa final)   |                                 |                 |                                        |
| 14 de septiembre de 1996     | Columbia, Maryland              | Estados Unidos  | Merriweather Post Pavilion             |
| 15 de septiembre de 1996     | Filadelfia                      | Estados Unidos  | Spectrum                               |
| 17 de septiembre de 1996     | Virginia Beach, Virginia        | Estados Unidos  | GTE Virginia Beach Amphitheater        |
| 20 de septiembre de 1996     | York, Pensilvania               | Estados Unidos  | York Fairgrounds Pavilion              |
| 21 de septiembre de 1996     | University Park, Pensilvania    | Estados Unidos  | Bryce Jordan Center                    |
| 23 de septiembre de 1996     | Quebec City                     | Canadá          | Quebec Coliseum                        |
| 25 de septiembre de 1996     | Ottawa                          | Canadá          | Corel Centre                           |
| 27 de septiembre de 1996     | Montreal                        | Canadá          | Centre Bell                            |
| 28 de septiembre de 1996     | Hamilton, Ontario               | Canadá          | Copps Coliseum                         |
| 30 de septiembre de 1996     | Charleston, Virginia Occidental | Estados Unidos  | Charleston Civic Coliseum              |
| 2 de octubre de 1996         | Saginaw, Míchigan               | Estados Unidos  | Wendler Arena                          |
| 4 de octubre de 1996         | Cincinnati                      | Estados Unidos  | Riverfront Coliseum                    |
| 5 de octubre de 1996         | Antioch, Tennessee              | Estados Unidos  | Starwood Amphitheatre                  |
| 6 de octubre de 1996         | Louisville, Kentucky            | Estados Unidos  | Freedom Hall                           |
| 8 de octubre de 1996         | Tulsa, Oklahoma                 | Estados Unidos  | Tulsa Convention Center Arena          |
| 10 de octubre de 1996        | Valley Center, Kansas           | Estados Unidos  | Britt Brown Arena                      |
| 12 de octubre de 1996        | Lampe, Misuri                   | Estados Unidos  | Black Oak Mountain Amphitheater        |
| 13 de octubre de 1996        | Dallas                          | Estados Unidos  | Starplex Amphitheater                  |
| 15 de octubre de 1996        | Lincoln, Nebraska               | Estados Unidos  | Pershing Center                        |
| 18 de octubre de 1996        | Tacoma                          | Estados Unidos  | Tacoma Dome                            |
| 20 de octubre de 1996        | Portland                        | Estados Unidos  | Rose Garden                            |
| 22 de octubre de 1996        | Spokane, Washington             | Estados Unidos  | Spokane Veterans Memorial Arena        |
| Ozzfest                      |                                 |                 |                                        |
| 25 de octubre de 1996        | Phoenix                         | Estados Unidos  | Blockbuster Desert Sky Pavilion        |
| 26 de octubre de 1996        | San Bernardino                  | Estados Unidos  | Glen Helen Blockbuster Pavilion        |
| 31 de octubre de 1996        | Anchorage                       | Estados Unidos  | Sullivan Arena                         |